# 地方教育公施設法人
地方教育公施設法人是法國特有的一種公共教育制度，施行的範圍從公立小學毕业到高中畢業，共12年。地方教育公施設法人的制度取消的舊有地方公立學校的特殊地位，將法國各地的公立初中等教育機構公施設法人化。最早關於地方教育公施設法人的法規出現於教育部1985年85-924法規中。並在2009年正式編入教育法典（Code de l'education)中，推行範圍推廣至全國。相較於原有的制度，地方教育公施設法人強調權力下放，並強調法國教育部和當地政府的管理責任區分；不過教育部仍是課綱推動者和教育資源分配者。屬於地方教育公施設法人的主要學校型態包括:
- 初中 (collèges)
- 綜合技術教育學校(lycées d'enseignement général et technologique, LGT)
- 高等職業學校 (lycées professionnels, LP)
- 區域適應型態教育 (établissements régionaux d'enseignement adapté, EREA)
- 區域型第一學位學校 (écoles régionales du premier degré, ERPD)

地方教育公施設法人主要是為中等教育機構而設立的，但法國教育部在2007年宣布開始為期五年的小學實驗教育計畫。不過目前屬於地方教育公施設法人的小學數量明顯偏少。值得注意的是，東京國際法語學園法國部和台北歐洲學校法國部對於公施設法人的規定與法國本土不同。
在1985年85-924法規確定了地方教育公施設法人的體制後，在1985至2015年的三十年間，地方教育公施設法人在法國教育體制中的地位日顯重要。漸漸地，許多新的、原本不屬於公施設法人業務的新教育目標都被加入了公施設法人的核心教育使命中。在2006年，法國教育部通過對地方教育公施設法人工作的四點建議:
1. 確定地方教育公施設法人在教學上的自由。
2. 尊重專業。
3. 學校的組織運作透明化。
4. 協助組織新的公施設法人，並更有效地保證他們的教學和行政工作不受中斷。

## 組織
國家通過教育部和學術單位，保留在教學和發行文憑上的特別權力。除此之外，在這個地方教育公施設法人中，國家所扮演的腳色還包括：
- 編訂課綱
- 教師招聘和管理
- 管理文憑相關事宜
- 確保教育資源公平分配
- 確保各學校遵守基本教育原則。

| 編制                         | 管理單位 | 地方政府 | 國家 |
| ---------------------------- | -------- | -------- | --- |
| 初中(Collège)                | 省       | 省議會   | 管理監督/學術考察(direction des services départementaux de l'Éducation nationale/inspection académique) |
| 高中(Lycée)/區域適應型態教育 | 大區     | 大區議會 | 教區長管理基本的人事行政                                                                                |

## 常設委員會
根據2009年的教育法典，管理委員會(Conseil d'administration)是討論決定地方教育公施設法人的唯一機構。管理委員會的職權涵蓋了有關法人的運作、教育、財政問題。在管理委員會之外，學校的運作是在許多更小型的常設委員會(commission permanente)中討論的。

### 師範委員會
師範委員會(Conseil pédagogiqu)負責監督學校的經營和教學內容，確定學校的課程皆符合教育部的政策。除此之外，師範委員會的業務還包括:
- 確定政府教育政策的執行方式
- 學生成績考查標準化
- 組織校外教學
- 社區教學計畫

師範委員會由校長擔任主席，成員包括校長、教育顧問、教師代表。

### 教育委員會
教育委員會(Commission éducative)開始於2011年。教育委員會由負責學生的操行懲處問題。根據教育法典，教育委員會的組成中至少包括一名學校教師，並至少有一個學生家長。

### 紀律委員會
紀律委員會(Conseil de discipline)是地方教育公施設法人制度推行後和舊制度極大不同的特點之一。在地方教育公施設法人中，紀律委員會取代原本完全由校長獨享的教職員撤職權和開除權。也就是說地方教育公施設法人中，學校雇員的開除問題是由許多教師所組成的紀律委員會決定的，校長的權力得到了極大的限縮。

### 初中及高中學生社會背景委員會
初中及高中學生社會背景委員會(Commission du fond social collégien ou lycéeㄐn)相當於台灣教育中的輔導室或社工處，負責處理對需要特殊援助的學生和家屬的協助。

### 教師委員會
教師委員會(Conseil des professeurs)相當於台灣的教學委員會，由負責該年級的全體教師所組成，負責處理教學及教案的問題。教學委員會一般在每個學期中及學期末各召開一次。